# Секку
Секку (фр. Seccu корс. Seccu) — річка Корсики (Франція). Довжина 15,8 км, витік знаходиться на висоті 1 348 метрів над рівнем моря на схилах гори Пунта Радіче (Punta Radiche) (2012 м). Впадає в Середземне море, а саме в його частину Лігурійське море.
Протікає через комуни: Каленцана, Монтегроссо, Цилія, Лумйо, Кальві і тече територією департаменту Верхня Корсика та кантоннами: Каленцана (Calenzana), Кальві (Calvi).